# Élections législatives rwandaises de 2013
Les élections législatives rwandaises de 2013 se sont déroulées du 16 au 18 septembre 2013,,. Elles sont largement remportées par le Front patriotique rwandais, au pouvoir depuis 1994.

## Mode de scrutin
La chambre des députés est la chambre basse du parlement bicaméral du Rwanda. Elle comprend 80 sièges pourvus tous les cinq ans dont 53 au scrutin proportionnel plurinominal avec liste bloquées dans une unique circonscription nationale. Après décompte des voix, les sièges sont répartis selon la méthode dite du plus fort reste entre tous les partis ou candidats Indépendants ayant franchi le seuil électoral de 5 % des suffrages exprimés.
Sur les 27 sièges restants, 24 sont réservés à des femmes et pourvus au scrutin indirect par les conseillers municipaux et régionaux des quatre provinces rwandaises et de la capitale Kigali, 2 sont élus par le Conseil national de la jeunesse et le dernier par la Fédération des associations des handicapés. Ces 27 membres ne doivent appartenir à aucun parti politique.

## Résultats
|                                      |                                            |                                  |                                  |                                  |        |               |  |  |  |
| Parti                                | Parti                                      | Parti                            | Voix                             | %                                | Sièges | +/-           |  |  |  |
|                                      |                                            |                                  |                                  |                                  |        |               |  |  |  |
| Coalition Front patriotique rwandais | Coalition Front patriotique rwandais       |                                  | 76,22                            | 41                               | 1      |               |  |  |  |
|                                      | Front patriotique rwandais (FPR)           | 37                               | 76,22                            | 1                                |        |               |  |  |  |
|                                      | Parti démocrate centriste (PDC)            | 1                                | 76,22                            | en stagnation                    |        |               |  |  |  |
|                                      | Parti démocratique idéal (PDI)             | 1                                | 76,22                            | en stagnation                    |        |               |  |  |  |
|                                      | Parti pour le progrès et la concorde (PPC) | 1                                | 76,22                            | en stagnation                    |        |               |  |  |  |
|                                      | Parti socialiste rwandais (PSR)            | 1                                | 76,22                            | en stagnation                    |        |               |  |  |  |
|                                      | Parti social-démocrate (PSD)               | Parti social-démocrate (PSD)     |                                  | 13,03                            | 7      | en stagnation |  |  |  |
|                                      | Parti libéral (PL)                         | Parti libéral (PL)               |                                  | 9,29                             | 5      | 1             |  |  |  |
|                                      | Parti social imberakuri (PSI)              | Parti social imberakuri (PSI)    |                                  |                                  | 0      | Nv            |  |  |  |
|                                      | Indépendants                               | Indépendants                     |                                  |                                  | 0      | en stagnation |  |  |  |
|                                      | Membres élus au scrutin indirect           | Membres élus au scrutin indirect | Membres élus au scrutin indirect | Membres élus au scrutin indirect | 27     | en stagnation |  |  |  |
|                                      |                                            |                                  |                                  |                                  |        |               |  |  |  |
| Total                                | Total                                      | Total                            | 5 881 874                        | 100                              | 80     | en stagnation |  |  |  |
| Abstentions                          | Abstentions                                | Abstentions                      | 71 657                           | 1,20                             |        |               |  |  |  |
| Inscrits / participation             | Inscrits / participation                   | Inscrits / participation         | 5 953 531                        | 98,80                            |        |               |  |  |  |